# 20s, 50s, 100s
20s, 50s, 100s es el segundo EP de la cantante estadounidense Kat Dahlia, siendo el segundo álbum lanzado de manera independiente en su canal de Soundcloud el 9 de mayo de 2016. Todos los temas del EP fueron producidos por Arthur McArthur.

## Lista de canciones
1. Run it Up - 3:34
2. Voices in My Head - 3:13
3. Lion - 2:56